# Meriatum I
Meriatum (Mrj-(J)tm, "Estimat d'Atum") va ser un príncep egipci i gran sacerdot de Ra durant la XIX Dinastia. Era fill del faraó Ramsès II i de la Gran Esposa Reial Nefertari.
Se'l mostra 16è a les processons de prínceps i és probable que hagués estat el darrer fill nascut de Ramsès i Nefertari (després d'Amonherkhepsef, Pareherwenemef, Meritamon, Henuttaui i Merire). Està representat al temple d'Abu Simbel més petit, dedicat a Nefertari. Les inscripcions a Karnak i en altres llocs mostren que Nefertari era la seva mare.
Va visitar el Sinaí la segona dècada del regnat del seu pare i, més tard, en aquesta dècada va ser nomenat Summe Sacerdot de Ra a Heliòpolis, càrrec que va ocupar durant els vint anys següents.
Dues de les seves estàtues avui es troben a Berlín i una estela que li pertany a Hildesheim. Un òstracon esmenta treballs a la seva tomba i la d'Isetnofret; això implicaria que va ser enterrat a la zona de la vall de les reines, tot i que també és possible que fos enterrat a la KV5, la tomba construïda per als fills de Ramsès II, ja que s'hi va trobar el fragment d'un dels seus vasos canopis.

## Inscripcions
Meriatum apareix en nombroses inscripcionsː
- Inscripció a Serabit el-Khadim que representa el príncep Meriatum amb el comandant de la tropa i el coper reial Ashahebsed i el comandant de la tropa Amenemope.

- Façana del petit temple d'Abu Simbel; dues de les colossals estàtues del rei estan flanquejades per petites estàtues dels Fills del Rei Meriatum i Merire del rei (les altres dues estan flanquejades per Amonherkhepsef i Pareherwenemef).

- Inscripció al temple de Mut a Karnak; La inscripció anomena a Meriatum i la reina Nefertari: Text fet pel Fill del Rei Ramsès-Meriatum, nascut de la reina Nefertari-Merietmut, que visqui per sempre!

- Estàtua de la reina Nefertari amb una representació del príncep Meriatum al costat esquerre (Brussel·les E.2459).

- L'estela de la subordinada Akhpet de Qantir (Pelizaeus-Museum) esmenta el Fill del Rei, cap de vidents, pur de mans a la casa de Ra, Meri-Atum.

- Una estàtua amb etandards (Berlín, 19716) diu el següent sobre el pilar dorsal: príncep i comte hereditari, cap de secrets a la mansió de l’ocell Bennu, fill corporal del rei, estimat d’ell, cap de vidents, Meri-Atum.[2]

- El pilar dorsal d’una estàtua avui a Berlín (Berlín 7347). Al costat esquerre, la inscripció diu: [... a] la gran mansió, sacerdot Setem a l'horitzó de l'eternitat, Ulls del rei al capdavant de les seves dues terres, amb la pronunciació de la boca de la qual es satisfà la gent; el fill del rei, Cap de vidents, pur de mans a la casa de Ra, Meriatum, renovat a la vida, nascut de la Gran Esposa Reial, Dama de les Dues Terres, Nefertari Merietmut. I a la part dreta: [... Carro] del seu pare el rei victoriós, falcó d'Horus, estimat de Maat; el fill del rei, cap de vidents, pur de mans a la casa de Ra, Meriatum, nascut de la Gran Esposa Reial, Dama de les Dues Terres, Nefertari Merietmut. Mentre el text principal hi diu: Príncep hereditari, príncep reial, jutge (?) Del poble, nascut de la Gran Esposa Reial, cap de vident, pur de mans a la casa de Ra, Meriatum.

- Un òstracon avui al Museu del Caire (JdE 72460) diu treball en curs del cap de vident, Meriatum. Probablement es refereix a treballs ala tomba de Meriatum (és a dir, la KV5)

- A la Vall dels Reis, a la KV5, s'hi van trobar dos vasos canopis de calcita a la cambra 3. Un esmenta Qebehsenuef, l'altre Hapi.[3]